# Unió Esportiva Mataró
La Unió Esportiva Mataró è una società cestistica avente sede a Mataró, in Spagna.
Fondata nel 1927 gioca nel campionato spagnolo di pallacanestro.